# Heterakis vesicularis
Heterakis vesicularis är en rundmaskart som först beskrevs av Georg Stephan Froelich 1791.  Heterakis vesicularis ingår i släktet Heterakis och familjen Heterakidae. Inga underarter finns listade i Catalogue of Life.